# Кульпино (Калужская область)
Кульпино — исчезнувшая деревня в Медынском районе Калужской области.

## Этимология
В словаре Даля «кульпя, культя, култыга» — часть конечности, оставшаяся после ампутации, увечья, также безрукий, хромой, беспалый, — прозвище первого владельца селения.

## История
В 1676 году Кульпино — пустошь, церковная Георгиевская земля, во владении можатича Ивана Васильевича сына Ерофеева, в Трубенском? и Ловышенском станах Боровского уезда. В 1740 году пустошь Колпино освящается
В издании «Описание и алфавиты Калужской губернии» Кульпино отмечается как «пустошь Кулпина». Запись 670 — суходол в западной части пустоши, отрезанная по спору казённая земля. Запись 671 — пустошь братьев Фёдора и Николая Глебовичей Салтыковых на реке Каменка (ныне безымянна). Братья известны как сыновья  Дарьи Николаевной Салтыковой — «Салтычихи».
В 1859 году Кульпино — владельческая деревня в 23 двора при речке Берёзовке. Деревня располагалась по правую сторону тракта Медынь-Гжатск и относилась ко 2 стану Медынского уезда Калужской губернии. После реформ 1861 года вошла в Гиреевскую волость.

## Население
| 1859 | 1892  | 1913  |
| ---- | ----- | ----- |
| 187  | ↘ 149 | ↗ 167 |